# Corymorpha groenlandica
Corymorpha groenlandica är en nässeldjursart som beskrevs av George James Allman 1876a. Corymorpha groenlandica ingår i släktet Corymorpha och familjen Corymorphidae. Inga underarter finns listade i Catalogue of Life.